# Radville
Radville est une ville de la Saskatchewan au Canada.

## Géographie
La localité de Radville est située dans le sud de la province de Saskatchewan, à 51 km au sud-ouest de la ville de Weyburn.

## Démographie
| 2011 | 2016 | 2021 |
| ---- | ---- | ---- |
| 860  | 807  | 778  |